# Dwight Lyman Moody

Dwight Lyman Moody

Dwight Lyman Moody (* 5. Februar 1837 in East-Northfield, Massachusetts; † 22. Dezember 1899 in Northfield, Massachusetts) war ein US-amerikanischer Erweckungsprediger, Autor und Gründer von evangelikalen Bibelseminaren und Glaubenskonferenzen, die einen großen Einfluss auf die Heiligungsbewegung und die Weltmission hatten.

## Leben
Moody stammte aus einfachen, handwerklichen und bäuerlichen Verhältnissen. Als er vier Jahre alt war, starb sein Vater Edwin und hinterließ seine Frau Betsey Holton (1806–1896) mit neun Kindern und einer verschuldeten Farm. Der junge Moody war das sechste Kind, ein untersetzter, kräftiger und sehr begeisterungsfähiger Knabe.
Mit 17 Jahren ging er nach Boston zu seinem Onkel Samuel Socrates Holton, einem Schuhmacher, der einen Schuhladen hatte und erfolgreich Schuhe verkaufte. Durch den Sonntagsschullehrer Edward Kimball der Mt. Vernon Congregational Church wendete er sich vom Unitarismus dem evangelikal geprägten Glauben zu. Mit 19 Jahren zog er nach Chicago, um weiter als Schuhverkäufer zu arbeiten, was er dann auch mit großem Eifer und viel wirtschaftlichem Erfolg tat. Dadurch konnte er seiner armen Mutter und seinen Geschwistern Geld schicken. Nebenher baute er – nach seiner Bekehrung – eine evangelistische Arbeit auf. Angeregt wurde er dazu von seiner Schlummermutter H. Phillips, die ihn in geistlichen Disziplinen unterwies und zum Gottesdienst der First Baptist Church mitnahm. Moody sammelte zuerst im Slum North Market Hall arme, vernachlässigte Kinder für Sonntagsschulen, junge Männer und Frauen halfen ihm dabei, und 1864 konnte dafür ein Haus gebaut werden. Er führte auch evangelistische Aktivitäten am Lake Michigan durch, wo er J. B. Stillson kennenlernte, der ihn ins Bibelstudium einführte und ihm zum Mentor wurde. 1861 bis 1873 arbeitete er dann für den CVJM (englisch: YMCA), 1866 wurde er Präsident des städtischen Vereins. Unter dem Dach des CVJM und der Illinois Christian Commission wurde er 1862 Kaplan für die Soldaten unter General Ulysses S. Grant. Er unterwies Mannschaften im christlichen Glauben, er suchte die verletzten Wehrmänner in den Spitälern auf und die gegnerischen Soldaten im Gefängnis, um persönliche seelsorgerliche Hilfe zu leisten. Der verwundete Major D. W. Whittle wurde sein enger Freund und wurde von Moody in Bibelstudium und Predigtdienst eingewiesen, zudem wurde zum Partner des singenden Evangelisten Paul P. Bliss in Chicago.
Zusammen mit dem Sänger Ira David Sankey (1840–1908) war er einer der größten Evangelisten des 19. Jahrhunderts, die insgesamt gegen 100 Millionen Menschen mit ihrer Botschaft erreichten. Seine Evangeliums-Feldzüge waren stark von der damaligen Atmosphäre der Erweckung geprägt. Primäre Merkmale waren die direkte evangelistische Botschaft von Moody, der begleitende Gesang von Sankey und nachträgliche Begegnungsmöglichkeiten für Fragende und Interessierte. Legendär war seine erste Begegnung mit Sankey, die 1870 sich auf einer Konferenz des CVJM in Indianapolis ereignete. Hier erfolgte Sankeys Berufung für den späteren Dienst als Evangeliumssänger, und es begann die Zusammenarbeit eines der wirkungsvollsten Sänger- und Evangelistenpaare dieser erwecklichen Zeit um 1870 bis 1890. Moody arbeitete vornehmlich in Chicago, führte zusammen mit Sankey aber auch Evangeliumsfeldzüge in anderen Teilen Nordamerikas und in England (1873 bis 1875 und 1881 bis 1884) durch. Moodys gebildete Frau Emma C. Revell stand ihm dabei eng zur Seite. Moody war einer der entscheidenden Persönlichkeiten der aufkommenden Heiligungsbewegung. Seine Verkündigung war von wörtlichen Bibelauslegungen geprägt, und er wollte seine Zuhörer zum Glauben und zur Nachfolge Christi bewegen. Zudem war er mit vielen Persönlichkeiten seelsorgerlich verbunden, die ihn wiederum materiell unterstützten, so mit dem Lebensmittelhändler John Farwell in Chicago, dem Warenhausbesitzer John Wannamaker in Philadelphia, dem Fleischhändler Philip Armour, dem Unternehmer Colonel Julius J. Estey und der Frau von Cyrus McCormick, einer Philanthropin.
Moody erkannte durch seine Tätigkeiten den Wert von biblischer, allgemeiner und praktischer Bildung und den Sinn für gute Schriften. Durch seinen Schwager Fleming H. Revell in New York konnte er seine Publikationen relativ schnell veröffentlichen und weit verbreiten. Aber er förderte auch die Schriften von A. J. Gordon, F. B. Meyer, Reuben A. Torrey, Arthur T. Pierson und D. W. Whittle. In seinem Geburtsort Northfield gründete er 1879 das Frauenseminar Mount Hermon und 1880 die Northfield Conferences. Das Seminar war zuerst für junge Frauen aus ärmeren Familien aller Ethnien offen, wenige Jahre später auch für junge Männer. Die Konferenzen sollten der Belehrung der Gläubigen dienen, insbesondere in den biblischen Themen Heiligung, Endzeit und Mission. Er lud zudem auch andere Redner ein, so den Gründer der China-Inland-Mission James Hudson Taylor. 1886 konnte dort eine Bewegung von Studenten für die Weltmission gegründet werden, um die unerreichten Menschen in fernen Ländern mit dem Evangelium von Jesus Christus zu erreichen.
1889 rief er auch das Chicago Bible Institute – nach seinem Tod in Moody Bible Institute umbenannt – ins Leben zur Ausbildung von Evangelisten und Missionaren. 250 Personen konnten aufgenommen und ausgebildet werden. Sein Nachfolger dort wurde sein enger Mitarbeiter und Prediger Reuben Archer Torrey. Dieses Institut gehört zu den Ausbildungsstätten in den USA, die am meisten evangelische Missionare ausgebildet haben.
Noch im Oktober 1890 gründete er im Sommergästehaus The Northfield erneut eine Schule für Frauen. Zuerst wurden 65 Frauen aus elf US-Staaten und sieben Denominationen sechs Monate aufgenommen und in Bibelkunde, praktischer Theologie, Musik, Krankenpflege, Kochen, Nähen und Hygiene ausgebildet. Nach zehn Jahren hatten über 700 Frauen diese weiterführende Schule absolviert und konnten nach Moodys Vision in Kirchgemeinden, Diakonie und Weltmission eingesetzt werden.

## Familie
Moody lernte Emma C. Revell bei seiner Arbeit mit den Sonntagsschülern in Chicago kennen, 1862 heirateten sie und hatten drei Kinder.

## Rezeption
In der Schweiz bzw. dem deutschsprachigen Raum wurde Moody frühzeitig u. a. auch durch seine Biographie bekannt, die Franz Eugen Schlachter zuerst in seiner Zeitschrift Brosamen von des Herrn Tisch und später als kleines Buch herausbrachte. Schlachter war auch der Übersetzer von Moodys Schrift Der Weg zu Gott. Schon vorher hatte Schlachter in den Brosamen über eine Englandreise im Jahre 1884 berichtet, bei der er Moody persönlich predigen hörte.

## Veröffentlichungen (Auswahl)
- Christ in You.
- God's Abundant Grace.
- Heaven.
- Men God Challenged.

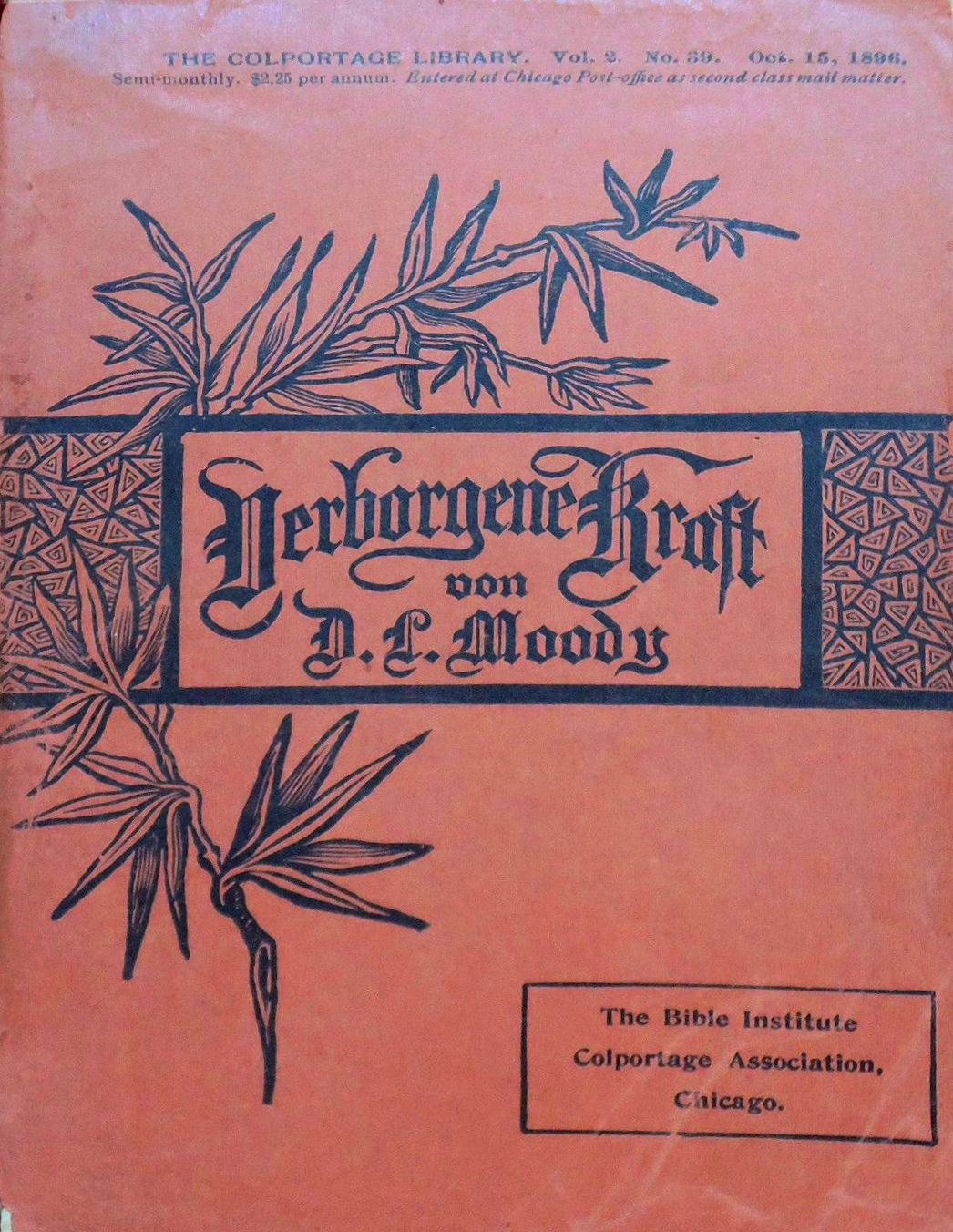
Verborgene Kraft, Colportage Library Vol.2 No.39, Erstausgabe, 1896

- Men of the Bible, Fleming H. Revell, New York 1898.
- Moody's Anecdotes and Illustrations, Rhodes & McClure Publishing, Chicago 1899.
- Moody's Stories, Incidents, and Illustrations, Fleming H. Revell, New York 1884.
- Secret Power, Fleming H. Revell, New York 1881.
- Sowing and Reaping, Fleming H. Revell, New York 1896.
- Sovereign Grace, Fleming H. Revell, New York 1891.
- Spiritual Power.
- Stories about Children.
- That Gospel Sermon on Blessed Hope, 1877.
- The Overcoming Life and Other Sermons, Fleming H. Revell, New York 1896.
- The Way Home.
- To the Work! To the Work! Fleming H. Revell, New York 1884.
- Weighed and Wanting, Fleming H. Revell, New York 1898.

Einige Werke Moodys wurden auch ins Deutsche übersetzt:
- Der Weg zu Gott. C. S. Spittler, Basel 1887; Übersetzung von Otto Muske, Oncken, Kassel 1948 und 1990.
- Dem Überwinder die Krone. |Oncken-Verlag, Kassel 1897.
- Gott ist Liebe. Edel 1964; Jung-Stilling, Kreuztal 1967.
- Der Himmel. Jung-Stilling, Kreuztal 1968, Neuauflage: Nabu Press 2011, ISBN 978-1-247-56628-3.
- Anders als sie dachten. Christliches Verlagshaus 1969.
- Das Geheimnis des Segens. Trachsel, Frutigen 1984.

## Gedenktag
- 22. Dezember im Evangelischen Namenkalender[10]